# Sz. Koroknay Éva
Szentlélekyné Koroknay Éva (Budapest, 1925. május 25. – Budapest, 1987. szeptember 27.) magyar művészettörténész, múzeumi osztályvezető. Szentléleky Tihamér (1919–2007) régész felesége.

## Életpályája
1948-ban diplomázott a Pázmány Péter Tudományegyetem művészettörténet-klasszika-archeológia és keresztény régészet szakán. 1950–1983 között az Iparművészeti Múzeum munkatársa volt. A Múzeum Kisgyűjtemények Osztályán dolgozott, csoportvezető, majd 1970-től osztályvezető beosztásban. 1957-től az Eötvös Loránd Tudományegyetem könyvtártudományi tanszékén a könyvkötésművészet előadója volt. 1965–1968 között munkatársa és cikkírója volt a Művészeti lexikonnak. 1983-tól a budapesti Egyetemi Könyvtárban folytatott könyvkötéskutatást. 1983-ban rendezte utolsó kiállítását az Iparművészeti Múzeum Nagytétényi Kastélymúzeumában.

### Munkássága
Feladata volt a gyűjtemény gyarapítása. Kutatta a könyvkötőipar és a művészi könyvkötések történetét. Elsőnek a Ráday Könyvtárban végzett vizsgálatokat az eredeti és egykorú könyvkötésekről. Vezető szakfelügyelőként a megyei múzeumok iparművészeti anyagát gondozta. Több könyvkötészeti kiállítást is rendezett, katalógust készített (Xantus János Múzeum, Győr, 1954; Iparművészeti Múzeum, 1964, 1966–1967; Magyar Nemzeti Múzeum, 1968; Savaria Múzeum, Szombathely, 1971). Az Iparművészeti Múzeum százéves jubileumi kiállításának társrendezője volt.

## Kiállításai
- Művészi könyvkötések (1964)
- Magyar reneszánsz könyvkötő műhelyek (1470–1520) (1966)
- Magyarországi Corvinák tárlata (1968)
- Győri könyvkötészet (1970)
- Színes pergamen könyvkötések

## Művei
- Brandenburgi Katalin könyvtáblája (Az Iparművészeti Múzeum Évkönyvei, 2.; 1955)
- Győr régi könyvkötészete (Magyar Könyvszle, 1955. 1-2. sz.)
- A vaknyomásos Corvina kötésekről (Iparművészeti Múzeum Évkönyve IIIIV. 1960)
- A lövöldi karthauzi kolostor kötéseiről (Esztergomi Múzeumok Évkönyv I.; Budapest, 1960)
- A korvina kötések Ulászló-kori periódusáról (Budapest, 1962)
- Die Blinddruck-Einbände in der Bibliotheca und die Probleme der klösterlichen Buchbindwekstätten in Ungarn (Budapest, 1965)
- Magyar reneszánsz könyvkötő műhelyek 1470-1520 (Budapest, 1966)
- A magyar renészánsz kötések keleti kapcsolatai (Budapest, 1968)
- Magyar reneszánsz könyvkötések. Kolostori és polgári műhelyek (Művészettörténeti füzetek, 6.; Budapest, 1973)
- Kisplasztikái kiállítás a 10-től a 19. századig az Iparművészeti Múzeum és a Szép- művészeti Múzeum anyagából (Sz. Eszláry Évával; Szépművészeti Múzeum, Budapest, 1978)
- Ulrich Schreiers Pressburgereinbanddeckel (Ars Decorativa, 6. 1979, 39-46.)
- Művészi bőrmunkák és könyvkötések (Az Iparművészeti Múzeum gyűjteményei. Szerkesztette: Miklós Pál; Budapest, 1979)
- Művészi könyvkötések 1700 előtt (Nagytétényi Kastélymúzeum, 1983/1. Budapest, 1983)

## Díjai
- Pasteiner Gyula-emlékérem (1968)[3]